# Acte pour l’avancée de la vraie religion
L'Acte pour l'avancée de la vraie religion (Act for the Advancement of True Religion) est une loi adoptée par le Parlement d'Angleterre sous le règne d'Henri VIII, le 12 mai 1543. Il réserve la lecture de la Bible aux clercs, aux nobles, et aux marchands les plus riches, interdisant aux femmes, aux servantes, aux apprentis et aux personnes généralement pauvres de la lire. Les femmes appartenant à la noblesse et à l'aristocratie sont toutefois autorisées à la lire en privé.
La loi autorise la représentation de pièces de théâtre si elles encouragent la vertu et condamnent le vice, mais ces pièces ne doivent pas contredire l'interprétation des Écritures telle qu'elle a été définie par le roi.
La loi affirme que « des esprits malveillants, dans l'intention de subvertir la véritable transcription des Écritures, ont pris sur eux, par des ballades imprimées, des poésies, etc., d'instruire subtilement et astucieusement le peuple de Sa Majesté, et spécialement la jeunesse de ce royaume, de manière erronée. Pour y remédier, Sa Majesté considère qu'il est nécessaire de purger son royaume de tous les livres, ballades, rimes et chansons qui sont pestiférés et bruyants ». Toutefois, la loi stipule également que « tous les livres imprimés avant 1540, intitulés Statuts, Chroniques, Contes de Canterbury, Livres de Chaucer, Livres de Gower et Histoires de la vie des hommes, ne seront pas compris dans l'interdiction de cette loi ».
La loi est abrogée sous le règne d'Édouard VI (section 2 du Treason Act (en)de 1547).